# Nivek Ogre
Nivek Ogre (ur. jako Kevin Graham Ogilvie 5 grudnia 1962 w Calgary) – kanadyjski muzyk, wokalista industrialnego zespołu Skinny Puppy. Pseudonim artystyczny wymyślił, ponieważ w zespole grał inny muzyk o imieniu Kevin (Crompton, znany też jako cEvin Key), a producentem albumów grupy był Dave "Rave" Ogilvie. Poza Skinny Puppy, grał m.in. w KMFDM, Rx, Pigface, PTP, Tear Garden, Revolting Cocks, Ministry oraz we własnym projekcie ohGr. W 2008 roku zagrał w filmie Repo! The Genetic Opera jako Pavi Largo. Na koncie aktorskim ma role w innych produkcjach filmowych.